# Литвиново (присілок, Яшкинський округ)
Литви́ново (рос. Литвиново) — присілок у складі Яшкинського округу Кемеровської області, Росія.

## Населення
Населення — 210 осіб (2010; 211 у 2002).
Національний склад (станом на 2002 рік):
- росіяни — 85 %